# Buddie Petit

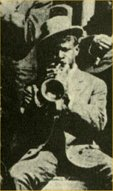
Buddie Petit (1916)

Buddie Petit, auch Buddy Petit, (* um 1895 in White Castle, Louisiana; † 4. Juli 1931 in New Orleans) war ein führender US-amerikanischer Jazz-Kornettist des frühen New Orleans Jazz.
Petit wurde als Joseph Crawford in einer kleinen Stadt 160 km westlich von New Orleans geboren. Sein Vater starb früh und seine Mutter zog mit ihm um 1900 nach New Orleans, wo sie den Posaunisten Joseph Petit heiratete. Buddie Petit nahm diesen Namen ebenfalls an und änderte seinen Vornamen. Bald darauf begann er Trompete zu lernen, wobei er sich am Stil von Bunk Johnson orientierte. Schon bald galt er als einer der besten Kornettisten der Stadt. Er übernahm den Platz von Freddie Keppard in der „Eagle Band“ (in der vor Keppard Buddy Bolden spielte), als dieser New Orleans verließ, um mit dem Original Creole Orchestra des Bassisten Bill Johnson zu spielen.
1917 lud ihn Jelly Roll Morton ein nach Los Angeles zu kommen, aber die Temperamente der beiden passten nicht zueinander – der  Kreole Morton aus der „Metropole“ New Orleans machte sich über den „Bauerntrampel“ Petit lustig und wollte ihm sein äußeres Auftreten in der Band vorschreiben,  was zu einem heftigen Streit führte. Danach weigerte er sich außerhalb der Golfregion zu touren. 1918 erhielt er eine Einladung des Bassisten Bill Johnson, in seinem Original Creole Orchestra in Chicago zu spielen (aus dem später King Olivers Creole Jazz Band wurde); er blieb aber lieber in New Orleans und King Oliver bekam dafür den Job.
Petit leitete danach eigene Bands für Paraden, Tanzveranstaltungen u. a. Zu seiner Zeit war er in New Orleans sehr bekannt und wurde oft gebucht, was er allerdings ausnutzte und bis zu fünf Engagements pro Abend annahm, dann aber zu vier davon Ersatzbands schickte. In seinen Bands spielte er meist das zweite Kornett, nur bei Beerdigungszügen spielte er auf dem Rückweg Soli. In den 1920er Jahren arbeitete er auch in Bands auf  Schaufelraddampfern. Der immer sehr lebenslustige (und viel Alkohol trinkende) Petit starb auf einem Picknick am Unabhängigkeitstag mit nur 34 Jahren an zu vielem Essen und Trinken. Einer seiner Sargträger war Louis Armstrong, der einige seiner ersten Engagement in den Marsch-Bands von Petit hatte.
Es existieren keine Aufnahmen von ihm (eine Anfrage von Okeh 1925 scheiterte an seinen hohen Gagenforderungen), aber Louis Armstrongs Aufnahme „Cornet Shop Suey“ (mit seinen Hot Five 1926) soll seinem Spiel am nächsten gekommen sein.